# Gmina Sorø
Gmina Sorø (duń. Sorø Kommune) – gmina w Danii w regionie Zelandia.
Gmina powstała 1 stycznia 2007 roku na mocy reformy administracyjnej z połączenia gmin Dianalund, Stenlille i poprzedniej gminy Sorø.

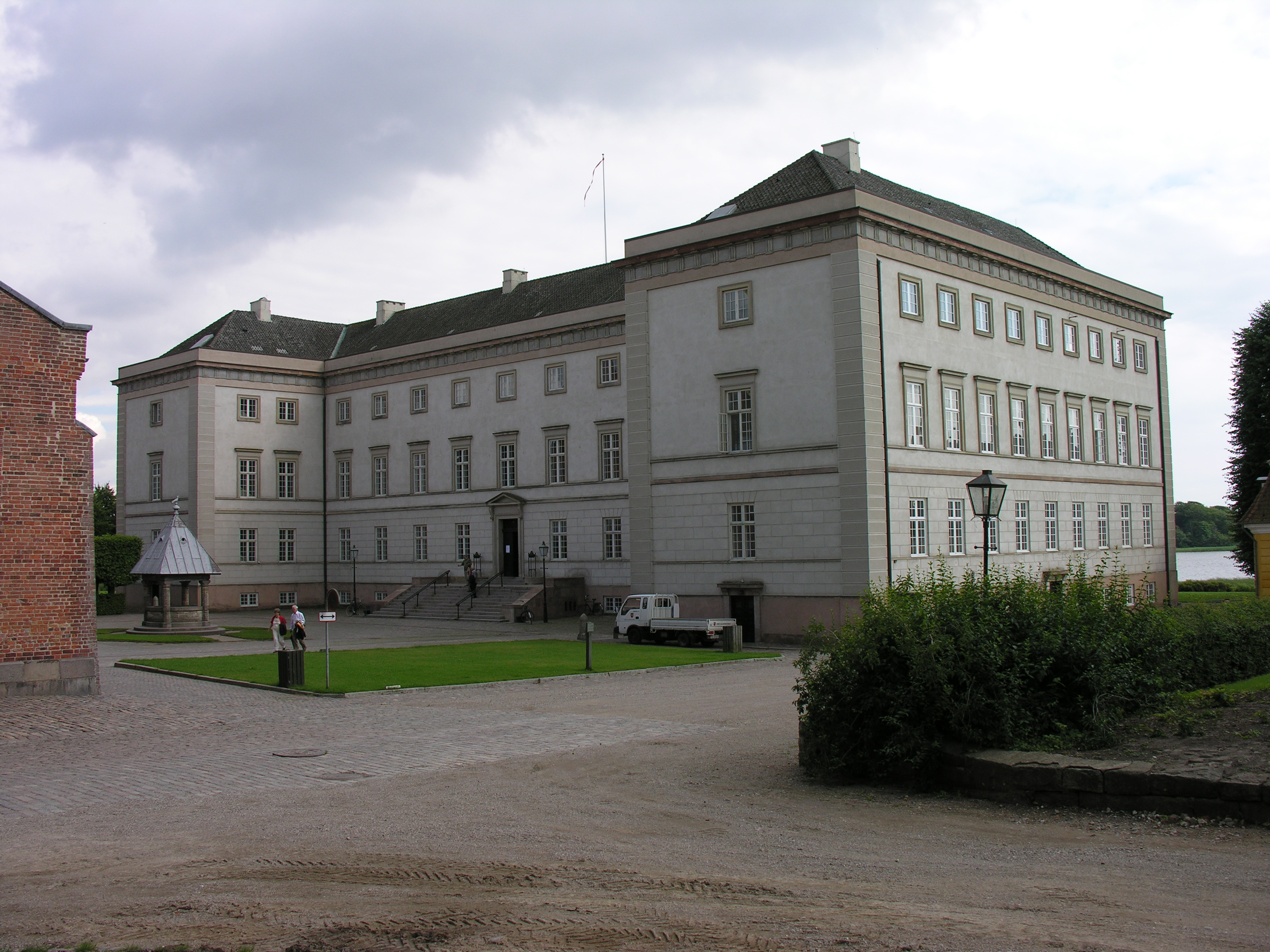
Akademia w Sorø

Siedzibą gminy jest miasto Sorø.